# Ancienne caserne des gardes françaises
L’ancienne caserne des gardes françaises est un édifice situé  7-9-11 rue Tournefort dans le 5e arrondissement de Paris.

## Historique
L’ancienne caserne des gardes françaises de la rue Tournefort fait partie d’un ensemble de 17 casernes dont la construction fut décidée en 1765 par Louis XV  pour remplacer le logement chez l’habitant très impopulaire.
Cette caserne construite par le maître-maçon  entrepreneur Ledreau était louée pour 27 ans au propriétaire du terrain Guillaume Guiraud. La caserne fut abandonnée vers 1830 et remplacée par la caserne de la rue Monge. Depuis cette époque, l’ancienne caserne est un immeuble d’habitations.
Ses façades et toitures font l'objet d'une inscription au titre des monuments historiques par arrêté du 30 juillet 1973.

## Architecture
La façade de style néo-classique comprend un avant-corps central surmonté par un fronton triangulaire.
Un portail cocher subsiste avec des vantaux anciens et un marteau.